# 참령 바바라

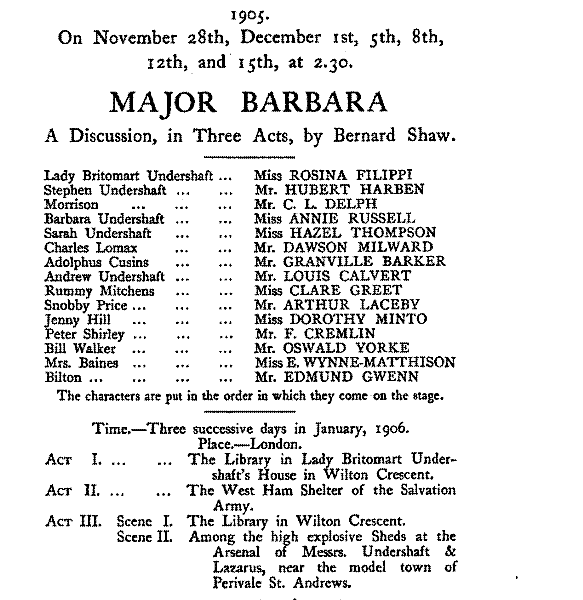

참령 바바라(Major Barbara)는 조지 버나드 쇼가 1905년 짓고 초연하고 1907년 처음 출간된 잉글랜드의 희곡이다.
참령 바바라는 백만장자의 딸이자 백작의 손녀로 사회적 부와 지위를 모두 타고났지만 현실에 안주하지 않고 구세군 일원이 되어 빈민 구제에 앞장 서는 여성 바바라를 주인공으로 하고 있다. 그녀의 이상은 죄지은 이웃들을 회개의 길로 인도해 영혼을 구제하는 데 있다. 하지만 절도와 폭력, 음주와 도박의 죄악이 ‘빈곤’ 가운데서 더욱 만연한 현실 앞에 바바라는 딜레마에 빠진다. 이웃의 영혼을 구제하기 위해선 이들을 먼저 가난에서 구제해야 하고, 가난을 물리치기 위해선 막대한 자본이 필요하며, 막대한 자본은 ‘전쟁’이라는 크나큰 죄악으로부터 나오기 때문이다.
카를 마르크스의 ≪자본론≫에 경도되어 직접 좌파 단체인 페이비언 협회를 설립하기도 했던 버나드 쇼는 극 중 언더샤프트에 자신의 사회, 정치적 관점을 투영하며 참령 바바라의 이상주의를 거세게 뒤흔든다. 언더샤프트의 말대로라면 “가난이야말로 가장 큰 죄악”이다. 죄에 빠진 영혼을 구하기 위해 필요한 건 기도가 아니라 풍족하게 먹을 음식과 안전한 집이다. 그리고 군수업자 언더샤프트에겐 모두에게 음식과 잘 곳을 제공할 수 있을 만큼 막대한 재산이 있다. 끔찍한 전쟁으로 벌어들인 돈이다. 언더샤프트가 깨우쳐 준 무자비한 현실 앞에 바바라의 신념은 속수무책 무너지기 시작한다.
참령 바바라는 선과 악을 구분하는 기준을 흔들고 종교와 낡은 도덕 관념에 교묘히 가려져 있던 현대사회의 속성을 보여 준다. 비록 현실과 타협해 살아가고 있지만 여전히 영혼의 고귀함과 인간 존엄을 믿고 바라는 우리 모두에게 참령 바바라에 비친 쇼의 냉소주의는 더욱 차갑게 와닿는다.
이 책에는 작품 전체 분량에 맞먹는 길고 긴 서문이 실려 있다. 참령 바바라를 향한, 나아가 쇼를 향한 세간의 비판과 오해를 잠재우기 위한 글이지만 여기서 우리는 아일랜드 극작가로서 쇼의 뿌리를 구체적으로 확인할 수 있다. 쇼는 자신을 굳이 유럽의 사상가, 작가와 연결지으려는 비평가들의 시도를 열거한 뒤 자신의 뿌리가 유럽 대륙이 아닌 아일랜드에 있음을 밝힌다. 자신에게 붙는 ‘입센주의’라는 수식을 정면 반박한 것이다. 이어 후반부엔 참령 바바라의 사상적 배경이 되는 유물론 관점을 직접 강설한다. 작품에 대한 작가 자신의 해설인 셈이다. 쇼와 그 작품을 이해하는 데 부족함이 없다.

## 평가
비평가, 정치적 활동가, 논객으로서 쇼에 대한 평가는 엇갈린다. 그러나 극작가로서 그에 대한 평가는 확고하다. 전통을 지키면서도 그것을 깨부수고 새로운 경지를 열었다는 의미에서 영문학사상 그의 서열은 셰익스피어 다음으로 평가받는다.